# 大橋正和
大橋 正和（おおはし まさかず）は、日本の情報工学者。中央大学名誉教授。電気通信普及財団テレコム社会科学賞、情報通信月間総務大臣表彰受賞。

## 人物・経歴
中央大学大学院理工学研究科土木工学専攻博士課程修了。工学博士。1983年中央大学理工学部専任講師。1993年中央大学総合政策学部教授、中央大学大学院総合政策研究科教授。1996年可視化情報学会評議員。2003年中央大学総合政策学部長。2004年電気通信普及財団テレコム社会科学賞受賞、情報通信月間総務大臣表彰。2005年中央大学学術奨励賞受賞。2019年中央大学名誉教授。iDCイニシアティブ会長、郵政省高度ASP実験推進協議会会長なども歴任した。

## 著書
- 『Sunワークステーションガイドブック : CおよびFortranによるプログラミング』丸善 1990年
- 『インターネットデータセンター革命 : iDCがビジネスと社会のIT化を加速する』（長井正利と共著）インプレス 2001年
- 『公共iDCとc-社会 : 電子政府・電子自治体・電子社会の基本理念』工学図書 2003年
- 『ネットワーク社会経済論 : ICT革命がもたらしたパラダイムシフト』（堀眞由美と共編著） 情報社会基盤研究会 2005年
- 『情報社会のソーシャルデザイン』（公文俊平と共編著） NTT出版 2014年